# René Walschot
René Walschot (* 21. April 1916 in Beersel; † 16. Juni 2003 in Halle (Belgien)) war ein belgischer Radrennfahrer.

## Sportliche Laufbahn
Walschot war Straßenradsportler. Er wurde 1936 Berufsfahrer im Radsportteam J.B. Louvet-Wolber. Zuvor war er in der Saison 1936 Unabhängiger. In dieser Klasse wurde er 1936 Vize-Meister im Straßenrennen und Zweiter der Belgien-Rundfahrt der Unabhängigen. Er blieb bis 1953 als Profi aktiv.
Den Grand Prix van Haspengouw entschied er 1936 für sich, es war sein erster Sieg als Profi. 1937 gewann er das Eintagesrennen Paris–Limoges, 1949 und 1950  das Rennen De Drie Zustersteden. 1938 und 1939 wurde er jeweils hinter Marcel Laurent Zweiter im Rennen Bordeaux–Paris. Zweite Plätze erreichte er auch in der Belgien-Rundfahrt 1937, im Flèche Wallonne 1946, im Grand Prix de Wallonie 1949 hinter Jacques Geus, im Circuit de l’Ouest 1949 und im Rennen Wien–Graz–Wien 1952.
In der Tour de France 1938 wurde er 51. der Gesamtwertung.